# ستيوارت هيب
ستيوارت هيب (بالإنجليزية: Stuart Heap)‏ هو لاعب كرة قدم بريطاني في مركز الوسط، ولد في 7 فبراير 1965 في Nelson, Lancashire ‏ في المملكة المتحدة. لعب مع نادي ترانمير روفرز.